# أوماها (نبراسكا)
أوماها هي مدينة من أكبر مدن ولاية نبراسكا، وهي تقع في وسط غرب الولايات المتحدة على نهر ميسوري، وفقا لتقديراتها لعام 2008 من قبل مكتب التعداد بالولايات المتحدة، كان عدد سكان أوماها 438.646 نسمة، سميت بهذا الاسم نسبة إلى قبيلة أوماها الهندية من سكان أمريكا الأصليين أسست عام 1725 وقد أصبحت خاضعة لسلطة ولاية نبراسكا عام 1761.

## التركيبة السكانية
قام مكتب تعداد الولايات المتحدة بتحديد بيانات التركيبة السكانية لأوماها في تعداد الولايات المتحدة. في ما يلي، التركيبة السكانية حسب تعدادي 2000 و 2010.

### تعداد عام 2000
بلغ عدد سكان أولمبيا 42,514 نسمة بحسب تعداد عام 2000، وبلغ عدد الأسر 18,670 أسرة وعدد العائلات 9,968 عائلة مقيمة في المدينة. في حين سجلت الكثافة السكانية 2,544.4 نسمة لكل ميل مربع (982.4/كم2). وبلغ عدد الوحدات السكنية 19,738 وحدة بمتوسط كثافة قدره 1,181.3 نسمة لكل ميل مربع (456.1/كم2).
وتوزع التركيب العرقي للمدينة بنسبة 1.3% من الأمريكيين الأصليين و 5.8% من الأمريكيين ذوي الأصول الآسيوية و 0.3% من سكان جزر المحيط الهادئ و 1.9% من الأمريكيين الأفارقة و 1.7% من الأعراق الأخرى و 3.8% من عرقين مختلطين أو أكثر.
بلغ عدد الأسر 18,670 أسرة كانت نسبة 26.8% منها لديها أطفال تحت سن الثامنة عشر تعيش معهم، وبلغت نسبة الأزواج القاطنين مع بعضهم البعض 39.6% من أصل المجموع الكلي للأسر، ونسبة 10.4% من الأسر كان لديها معيلات من الإناث دون وجود شريك، وكانت نسبة 46.6% من غير العائلات. تألفت نسبة 35.2% من أصل جميع الأسر من أفراد ونسبة 10.7% كانوا يعيش معهم شخص وحيد يبلغ من العمر 65 عاماً فما فوق. وبلغ متوسط حجم الأسرة المعيشية 2.88، أما متوسط حجم العائلات فبلغ 2.21.
بلغ العمر الوسطي للسكان 36 عاماً. وكانت نسبة 21.5% من القاطنين تحت سن الثامنة عشر، وكانت نسبة 11.9% بين الثامنة عشرة والأربعة وعشرين عاماً، ونسبة 30.4% كانت واقعةً في الفئة العمرية ما بين الخامسة والعشرين والأربعة وأربعين عاماً، ونسبة 22.9% كانت ما بين الخامسة والأربعين والرابعة والستين، ونسبة 13.3% كانت ضمن فئة الخامسة والستين عاماً فما فوق. يوجد لكل 100 أنثى 91.5 ذكر، ويوجد لكل 100 أنثى في الثامنة عشر من عمرها فما فوق 88.1 ذكر.
بلغ متوسط دخل الأسرة في المدينة 40,846 دولار، أما متوسط دخل العائلة فبلغ 54,136 دولار. وكان متوسط دخل الذكور 41,267 دولار مقابل 31,515 دولار للإناث. وسجل دخل الفرد الخاص بالمدينة 22,590 دولار. وكانت نسبة 6.9% من العائلات ونسبة 12.1% من السكان تحت خط الفقر، وكان من هؤلاء نسبة 10.4% تحت سن الثامنة عشر ونسبة 6.3% في الخامسة والستين من العمر وما فوق.

### تعداد عام 2010
بلغ عدد سكان أوماها 408,958 نسمة بحسب تعداد عام 2010، وبلغ عدد الأسر 162,627 أسرة وعدد العائلات 96,477 عائلة مقيمة في المدينة. في حين سجلت الكثافة السكانية 3,217.9 نسمة لكل ميل مربع (1,242.4/كم2). وبلغ عدد الوحدات السكنية 177,518 وحدة بمتوسط كثافة قدره 1,396.8 لكل ميل مربع (539.3/كم2).
وتوزع التركيب العرقي للمدينة بنسبة 73.1% من البيض و 0.8% من الأمريكيين الأصليين و 2.4% من الأمريكيين ذوي الأصول الآسيوية و 0.1% من سكان جزر المحيط الهادئ و 13.7% من الأمريكيين الأفارقة و 3.0% من عرقين مختلطين أو أكثر.
بلغ عدد الأسر 162,627 أسرة كانت نسبة 31.3% منها لديها أطفال تحت سن الثامنة عشر تعيش معهم، وبلغت نسبة الأزواج القاطنين مع بعضهم البعض 40.6% من أصل المجموع الكلي للأسر، ونسبة 13.7% من الأسر كان لديها معيلات من الإناث دون وجود شريك، بينما كانت نسبة 4.9% من الأسر لديها معيلون من الذكور دون وجود شريكة وكانت نسبة 40.7% من غير العائلات. تألفت نسبة 32.3% من أصل جميع الأسر من أفراد ونسبة 9.3% كانوا يعيش معهم شخص وحيد يبلغ من العمر 65 عاماً فما فوق. وبلغ متوسط حجم الأسرة المعيشية 3.14، أما متوسط حجم العائلات فبلغ 2.45.
بلغ العمر الوسطي للسكان 33.5 عاماً. وكانت نسبة 25.1% من القاطنين تحت سن الثامنة عشر، وكانت نسبة 11.4% بين الثامنة عشرة والأربعة وعشرين عاماً، ونسبة 27.9% كانت واقعةً في الفئة العمرية ما بين الخامسة والعشرين والأربعة وأربعين عاماً، ونسبة 24.4% كانت ما بين الخامسة والأربعين والرابعة والستين، ونسبة 11.4% كانت ضمن فئة الخامسة والستين عاماً فما فوق. وتوزع التركيب الجنسي للسكان بنسبة 49.2% ذكور و 50.8% إناث.

## الموقع الجغرافي
الموقع الجغرافي للمناطق المحيطة بهذه النقطة هو كالتالي:

## روابط إضافية
موقع مدينة أوماها الرسمي